# Mombasa Roots
I Mombasa Roots (o Mombasa Roots Band) sono un gruppo musicale keniota afropop / hotel pop. Tuttora in attività, hanno realizzato alcuni dei dischi di maggior successo della musica pop del Kenya, come i singoli Disco Chakacha e Kata e l'album Lele Mama.

## Storia
Il gruppo venne fondato nel 1977 dai fratelli Juma di Mombasa, ovvero Suleiman (tastiere e voce), Saeed (manager del gruppo) ed Ebrahim (chitarra). A loro si aggiunsero in seguito Mahmood Siraj (chitarra e voce), Hassan Malambo (tromba e voce), Tamrat Kabede (batteria) e un quarto fratello della famiglia Juma, Emile (chitarra, sassofono, voce). Il gruppo ebbe un grande successo esibendosi dal vivo in tutto il Kenya.
Nel 1987 il gruppo incise per l'etichetta Polygram il suo primo album, Msa Mombasa, che conteneva alcuni brani che divennero hit in Kenya, come Disco Chakacha e Kata.
Come gli altri gruppi hotel pop, i Mombasa Roots si esibivano soprattutto nei grandi alberghi, di fronte a un pubblico di turisti. Questo contribuì a dar loro una certa visibilità internazionale grazie alla quale ottennero anche numerosi ingaggi per esibirsi dal vivo all'estero (suonarono fra l'altro in Germania, Svizzera, Canada, Etiopia, Dubai e Oman).
Nel 1999 i Roots pubblicarono un altro CD di grande successo, Lele Mama, che riproponeva molti brani di Msa Mombasa e qualche pezzo inedito.
Nonostante gli ottimi risultati commerciali, il gruppo conobbe nel tempo diverse defezioni e avvicendamenti di formazione. Quasi tutti i membri della formazione originale abbandonarono fra gli anni ottanta e i primi novanta: il batterista Katebe emigrò in Svezia, il trombettista Malambo lasciò il gruppo per occuparsi della famiglia, Mahmood Siraj passò a un altro gruppo, Saeed fondò una fattoria. Nel 1990, Ahmed Juma abbandonò il gruppo, trasferendosi per qualche tempo negli Stati Uniti per studiare ingegneria del suono. Al suo ritorno, fondò uno dei primi studi di registrazioni con tecnologia digitale del Kenya, i Sync Studios, per poi passare al Citizen Media Group. Lo stesso Suleiman, leader della formazione originale, lasciò i Mombasa Roots nel 2005 per trasferirsi in Canada. Fra i musicisti che entrarono via via nella formazione per rimpiazzare quelli che ne uscivano si possono citare Jacky Freeman (voce), Salim Karama (batteria), Hassan Swaleh (tastiere) e Mohamed Khalifa (percussioni). Occasionalmente collaborarono col gruppo anche le Nazareth Sisters (un duo femminile di Mombasa), Saeed Tito, Catherine Wekesa, Adam Solomon, Susan Kahumbu e altri.
Il gruppo è a tutt'oggi attivo, con una formazione composta da sei uomini e due donne. Il suo repertorio include brani di molti generi musicali kenioti, fra cui melodie tradizionali kikuyu, luo e luhya, classici afropop come Malaika e Jambo Bwana ed evergreen della musica internazionale (soprattutto reggae).

## Discografia
- 1987: Msa Mombasa (Jambo Bwana / Msa Mombasa / Mama Sofia  / Malaika / Kata / Disco Chakacha / Reggae Sound of Africa / Kasha Langu / Karibishe / Mezea Tu (Lele Mama))
- 1999: Lele Mama (Ngongoro Ngongoro / Imbube / Karibuni / Reggae Sound of Africa / Kasha / Mombasa Island / Meli / Malaika / Karibishe / Mama Sofia / Lele Mama / Jambo Bwana / Disco Chakacha / Kata)